# Scina curilensis
Scina curilensis är en kräftdjursart som beskrevs av Boris Stepanovich Vinogradov 1956. Scina curilensis ingår i släktet Scina och familjen Scinidae.

## Underarter
Arten delas in i följande underarter:
- S. c. hawaiiensis
- S. c. curilensis